# Адольф, Герхард
Ге́рхард А́дольф (нем. Gerhard Adolph; р. 20 сентября 1937, Галле) — немецкий легкоатлет, актёр и телеведущий.

## Биография
Выступал за Спортивный клуб армии (Берлин).
Занимал призовые места на чемпионатах ГДР по лёгкой атлетике в спортивной ходьбе на 20 километров:
- 1959 — третье место в личном зачёте, первое место в составе команды;
- 1961 — первое место в составе команды;
- 1963 — первое место в составе команды;
- 1964 — второе место в личном зачёте, первое место в составе команды;
- 1965 — первое место в составе команды.

Был удостоен звания «Заслуженный мастер спорта ГДР» и признан «Лучшим ходоком ГДР».
В 1959 году принял участие в первой детской спортивной передаче телевидения ГДР «Спорт — игра — удовольствие» (нем. Sport – Spiel – Spaß).
В 1960 году получил актёрское образование.
В 1964—1990 годах — бессменный ведущий популярной детской спортивной телепередачи «Делай с нами, делай, как мы, делай лучше нас!».
26 января 2007 года участвовал в качестве гостя в телевизионном ток-шоу «Riverboat — Die MDR-Talkshow aus Leipzig».